# Uitsmijter (gerecht)

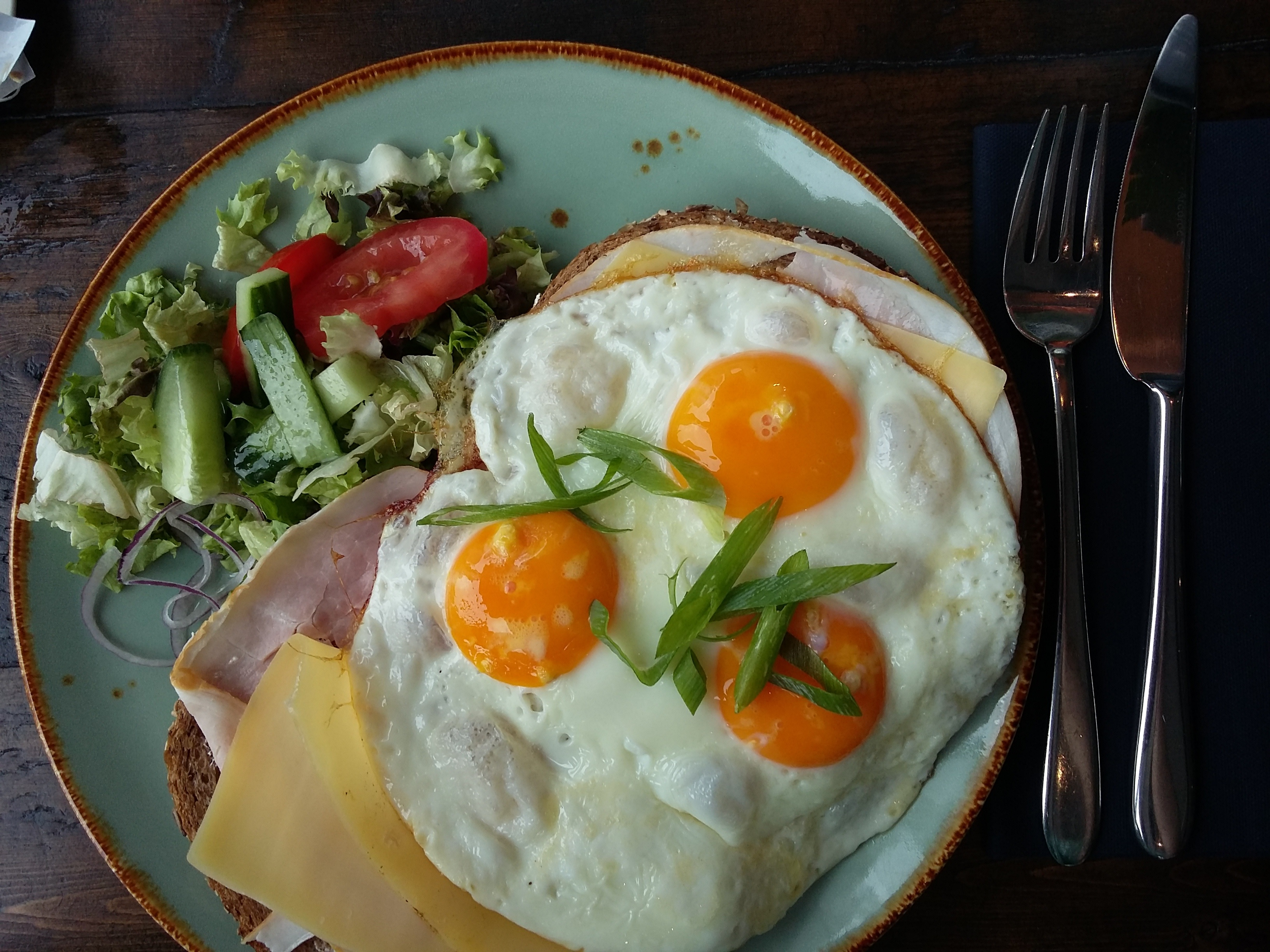
Een uitsmijter met ham en kaas

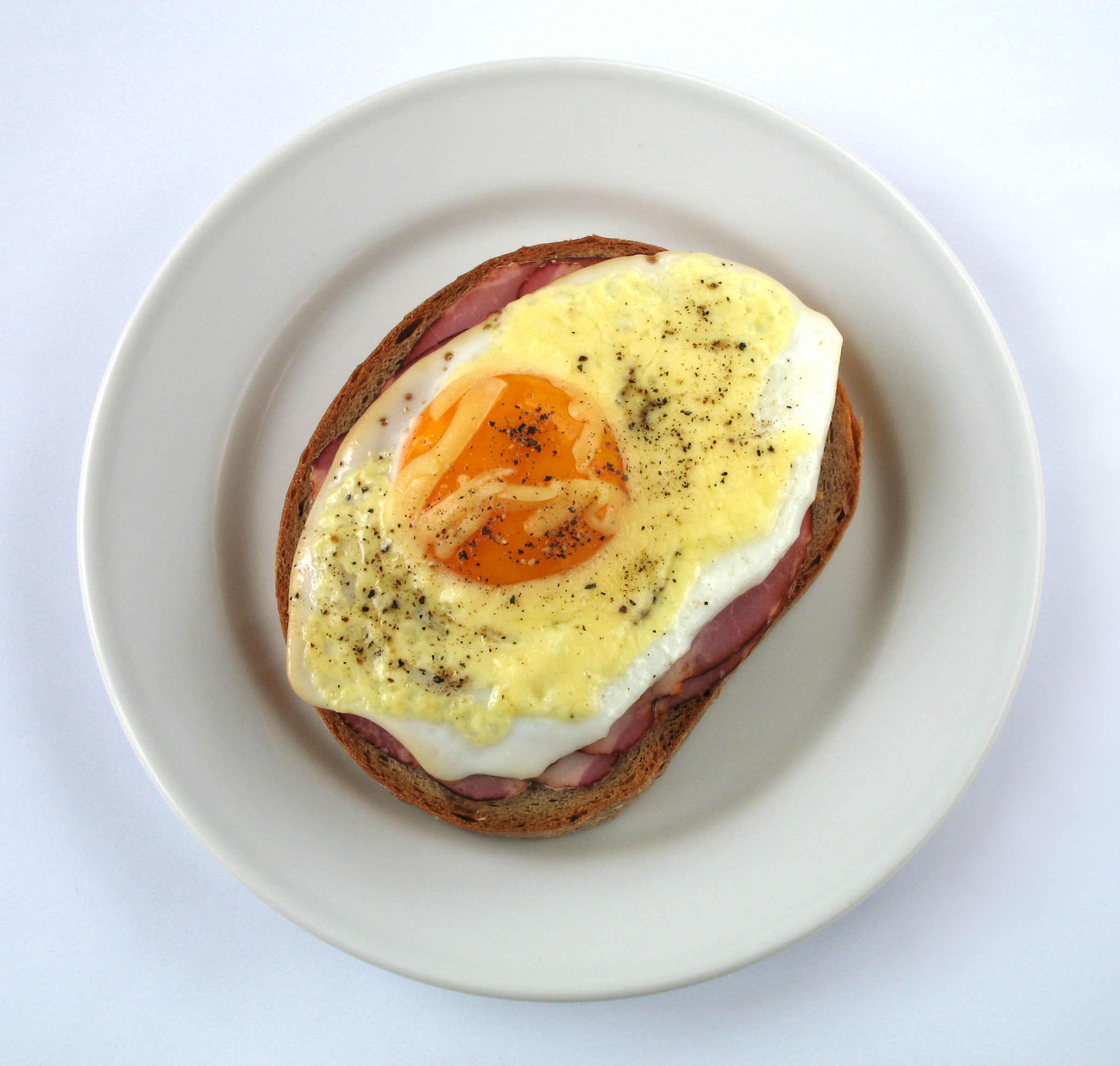
Een Strammer Max waarbij de kaas op het ei meegebakken is.

Een uitsmijter is een eiergerecht, bestaande uit een of twee sneden brood met ham en/of kaas en minimaal twee spiegeleieren. Als garnering wordt soms augurk en wat sla gegeven. In variaties van dit gerecht wordt wel ontbijtspek en kaas verwerkt. 
De naam uitsmijter stamt mogelijk van de wijze waarop het gerecht na het bakken uit de pan direct op het bord wordt gesmeten, of omdat dit gerecht nog snel voor sluitingstijd gegeten werd, voordat men er werd uitgesmeten’.

## Herkomst
Dit gerecht komt oorspronkelijk uit Duitsland, uit de regio rond Berlijn. Hier werd het Strammer Max genoemd. Bij de Strammer Max wordt het brood in de pan geroosterd en ook de ham gebakken, waarna het ei (of de eieren) over de ham gebakken wordt. In het oorspronkelijke gerecht werd geen kaas gebruikt.

## Varianten
- In de Beierse variant wordt in plaats van ham Leberkäse gebruikt en het gerecht geserveerd met aardappelsalade.
- Als de ham wordt vervangen door rosbief spreekt men van een Strammer Otto.